# Opening of the Kiel Canal
Opening of the Kiel Canal je britský krátký film z roku 1895. Režisérem a producentem jsou Birt Acres (1854–1918) a Robert W. Paul (1869–1943). Film byl natočen mezi červnem a červencem 1895 a dokumentuje otevření Kielského průplavu německým císařem Vilémem II., ke kterému došlo 20. června 1895.
Na rozdíl od mnoha dalších filmů Birta Acrese se tento film zachoval a je uložen Science Museum v Londýně. Historici považují film za první „zpravodajský záznam“, protože není vizuálně zajímavý, ale dokumentuje novou a historickou událost.

## Děj
Tři muži cestují na veslařském člunu, zatímco mladý chlapec prochází na molu kolem kamery. Chlapec se při chůzi otočí a podívá se do kamery. Další záběry ukazují německý císařský pár na inaugurační ceremonii.